# 픽처 인 픽처
픽처 인 픽처(Picture-in-picture, PiP)는 일부 텔레비전 수상기 및 유사 기기들에서 볼 수 있는 기능의 하나이다. 한 프로그램(채널)이 모든 TV 화면을 채워 표시되는 동시에 하나 이상의 다른 프로그램들이 끼워넣어져 표시된다. 소리의 경우 메인 프로그램의 소리만 들리는 것이 보통이다.
픽처 인 픽처는 크고 작은 픽처를 제공하기 위한 2개의 독립적인 튜너 또는 신호원이 필요하다. 2개 튜너를 갖춘 PiP TV는 2차 튜너가 내장되어 있으나 단일 튜너를 갖춘 PiP TV는 외부 튜너, 비디오카세트 레코더, DVD 플레이어, 케이블 박스 등의 외부 신호원이 필요하다. 픽처 인 픽처는 다른 프로그램이 시작하는 것을 기다리는 동안, 또는 광고가 끝마칠 때까지 특정 프로그램을 시청하기 위해 종종 사용된다.

## 역사
기존의 픽처에 하나의 픽처를 추가하는 작업은 소비자용 가전 제품에 사용할 수 있기 전에 오래 전부터 존재하였다. 최초의 PiP는 1976년 하계 올림픽에서 Quantel 디지털 프레임스토어 장치가 개회식 중 올림픽 성화의 클로즈업 픽처를 삽입하기 위해 사용되었다. 1980년, NEC는 팝비전(Popvision) 텔레비전(CV-20T74P)을 일본에서 선보였고 여기에 초보적인 픽처 어사이드 픽처 기능이 포함되었다.